# 辰格爾瑟霍赫萬德山

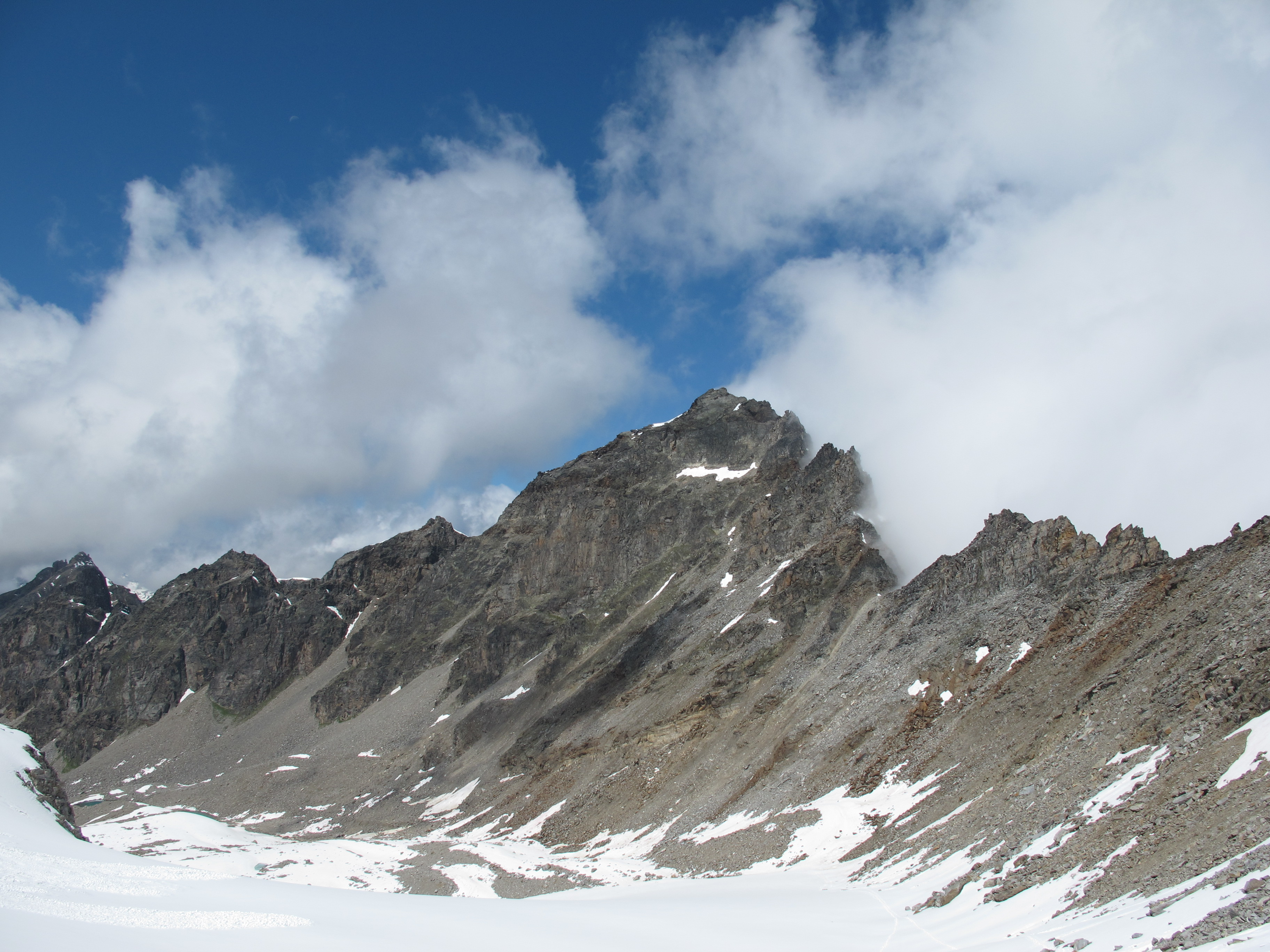

46°33′51″N 10°37′44″E / 46.564225°N 10.628988°E
辰格爾瑟霍赫萬德山（德語：Tschenglser Hochwand），是意大利的山峰，位於該國東北部，由博爾扎諾-南蒂羅爾自治省負責管轄，屬於奥特莱斯山的一部分，海拔高度3,375米，人類在1871年9月3日首次登頂。